# Clemente Erminio Borgia
Clemente Erminio Borgia (Velletri, 1640 – Velletri, 1711) è stato un nobile italiano.

## Biografia
Clemente Erminio Borgia, figlio di Camillo Borgia (1590-1645) e Costanza Gallinella (1600-1684), e appartenente alla famiglia nobile dei Borgia di Velletri,  sposò la nobile veliterna Cecilia Carboni (1663-1739) da cui ebbe ben dodici figli. Tra questi meritano di essere ricordati il primogenito Camillo Borgia (1681-1763); Alessandro Borgia, arcivescovo di Fermo; Fabrizio Borgia , vescovo di Ferentino; e Angela Caterina Borgia, agostiniana presso il monastero di S. Lucia in Selci a Roma .
Fu Clemente a dare inizio ad una raccolta di antichità, reperti archeologici trovati nel territorio di Velletri, che poi in seguito fu ereditata ed ampliata dal cardinale Stefano Borgia, grazie al quale la raccoltà assunse fama mondiale. Clemente scrisse inoltre una storia della città di Velletri, il cui manoscritto è conservato presso l'archivio storico della città . 
Infine Clemente realizzò, all'interno della badia della Santissima Trinità, di proprietà della famiglia, un lapidario e vi collocò numerose iscrizioni cristiane di provenienza romana .
Intorno al 1680 il Borgia fece edificare il palazzo della famiglia a Velletri, purtroppo scomparso a causa dei bombardamenti durante la Seconda Guerra Mondiale .